# وستبیمستر
وستبیمستر (به هلندی: Westbeemster) یک منطقهٔ مسکونی در هلند است که در بیمستر واقع شده‌است. وستبیمستر ۳۶۰ نفر جمعیت دارد.